# Бернштейн, Иосиф Наумович
Иосиф Наумович Бернштейн (род. 18 апреля 1945, Москва) — советский, американский и израильский математик, педагог.

## Биография
Родители — советский учёный в области кинотехники и мемуарист Наум Давыдович Бернштейн (1914—2014) и Сарра Иосифовна Гринберг. В детстве проявлял математические способности и в седьмом классе, увидев объявление о проведении Московской математической олимпиады в МГУ, решил попробовать свои силы и сразу занял второе место, хотя до этого не занимался ни в каких кружках. После этой победы стал заниматься сразу в трёх кружках и впоследствии занимал на олимпиаде в Москве только первые места.
Участвовал в Международной математической олимпиаде 1962 года в Праге, завоевав золотую медаль. Кроме того, он установил рекорд по максимально возможному количеству очков за решение задач.
После победы на Международной математической олимпиаде поступил на механико-математический факультет МГУ и в 1968 году окончил его с отличием.
В 1971 году защитил диссертацию кандидата физико-математических наук под руководством И. М. Гельфанда. В 1971—1979 годах преподавал в МГУ.
В 1981 году эмигрировал в США, в 1983—1993 годах работал в Гарвардском университете. С 1993 года — профессор Тель-Авивского университета.

## Семья
Дочь от первого брака с биоинформатиком Леной Неклюдовой (англ. Lena Nekludova) — математик Мира (Мириам) Бернштейн (род. 1972), одна из редакторов сборника «Geometry of Gerrymandering» (Birkhäuser, 2018). Сын — математик Аарон Бернштейн.
В 1990—1998 годах был женат на математике Тане Ховановой (сестре математика Михаила Хованова). Их сын — Сергей Шломо Бернштейн, победитель международных олимпиад по математике и лингвистике (2007).
С 2000 года женат на Тамаре Бернштейн (род. 1948), дочери механика М. В. Меерова).

## Научный вклад
Основные труды в области теории представлений групп, алгебраической геометрии, суперматематики, комплексного анализа.
Совместно с И. М. Гельфандом и С. И. Гельфандом в работе по представлениям групп Ли ввёл понятие резольвенты для задачи классификации петель групп Ли (резольвента Бернштейна—Гельфанда—Гельфанда для конечномерных представлений, 1971). 
Один из создателей методов геометрической теории представлений. Совместно с А. А. Бейлинсоном доказал гипотезу Каждана-Люстига о строении модулей Верма. Бейлинсоном и Бернштейном была доказана гипотеза Янцена.
Впервые рассмотрел и доказал теорему о существовании многочленов Бернштейна—Сато.
Среди учеников И. Н. Бернштейна — Э. В. Френкель, Р. Безрукавников, А. Э. Браверман, Д. В. Гайцгори, А. В. Зелевинский.

## Награды
- 1975 — Премия Московского математического общества
- 2001 — Чернский приглашённый профессор
- 2004 — Премия Израиля в области математики
- 2016 — Премия ЭМЕТ

Член Израильской академии естественных и гуманитарных наук (2002), член Национальной академии наук США (2004). С 2012 года является действительным членом Американского математического общества.